# Sigeric II
Sigeric II (segle ix) fou rei d'Essex conegut només per una carta datada entre 829 i 837, signada per un Sigric rex Orientalium Saxonum, per la qual el bisbe de Londres Ceolberht batlle de les terres a l'actual Hertfordshire a un cert Sigric minister («servidor») del rei Wiglaf de Mèrcia Aquests dos Sigric són probablement una sola i única persona. L'extensió exacta del seu poder és incerta: És possible que no hagués regnat sobre la totalitat d'Essex, sotmesos a Egbert des de 825, però només sobre el Middlesex i Hertfordshire. El seu nom suggereix que estava emparentat amb el reis Sigeric I i Sigered.